# محمود الكرمي
محمود سعيد علي منصور الكرمي (ولد في 1889 في طولكرم – اغتيل في 24 ديسمبر 1939 في بيروت) أديب وعالم لغة عربية وشاعر وكاتب ومفكر وصحفي سياسي فلسطيني، يعد أحد أعلام الأدب والفكر في فلسطين، وهو أحد رجالات الحركة الوطنية في فلسطين والأردن، ومن أبرز المفكرين في القرن العشرين في فلسطين والأردن. ولد في مدينة طولكرم بفلسطين لعائلة معروفة، فوالده سعيد الكرمي، وأخوانه عبد الكريم وحسن وعبد الغني وأحمد شاكر. تخرج من الأزهر مجازًا في اللغة العربية، وعمل في مجال اللغة العربية في مصر وإريتريا والصومال وسوريا وفلسطين ولبنان والأردن لسنوات عديدة، كما اشتغل بالصحافة. اغتاله خصومه السياسيين في بيروت.

## سيرته
ولد محمود سعيد علي منصور الكَرْمي سنة 1889م/ 1307هـ في مدينة طولكرم الفلسطينية ونشأ بها في عائلة معروفة في الأدب. تلقى تعليمه في مسقط رأسه، ثم التحق بالأزهر برفقة أخوه أحمد شاكر الكرمي، حيث تخرج محمود سنة 1919 في مجال اللغة العربية.
في بداية حياته العملية، عمل محمود الكرمي بالتدريس في مدارس مصر منها مدرسة دار العلوم بالقاهرة، كما عمل محررًا لغويًا للروايات المسرحية منها مسرحيات وروايات المسرحي المصري سلامة حجازي. انتقل بعد ذلك إلى مدينة مصوع في إريتريا ودرّس اللغة العربية هناك مدة، ومنها ذهب إلى دمشق في الجمهورية السورية وعُيّن مفتشًا لمعارف حوران، ثم مديرًا لمدرسة الملك الظاهر بدمشق، وبعدها ذهب إلى إمارة شرق الأردن ليلتق بوالده، وعُيّن بتاريخ 20 مايو 1923 مديرًا لثانوية السلط، ثم عين عام 1924 مديرًا لمدرسة عمّان الثانوية حتى استقال من عمله الحكومي.
تولى محمود الكرمي تحرير أول صحيفة أردنية جرى تأسيسها وهي جريدة الشرق العربي والتي تأسست عام 1923، وكانت الجريدة الرسمية للإمارة الأردنية. بعد ذلك أسس وأصدر الكرمي جريدة الشريعة في عمان، وتولى رئاسة تحريرها، وقد صدر العدد الأول منها يوم 25 يونيو 1927، وكانت ذات اهتمام بالأدب والسياسة إلى أن توقفت بقرار حكومي لانتقادها مشروع المعاهدة البريطانية المفروضة على الأردن وفلسطين.
اتهمته الحكومة البريطانية بالاشتراك في جمعية الكف الأسود فسجن مدة، وبعد أن أفرجت عنه قصد وطنه، وعمل في مهنة التعليم، حيث عُيّن مدرسًا للغة العربية في المدرسة الرشيدية بالقدس، ومنها انتقل إلى ثانوية غزة، ثم اتهمته السلطات البريطانية «بنظم الأناشيد الحماسية وتلقينها الطلاب»، فنقلته مدرسًا إلى ثانوية الخليل وظل فيها خمس سنوات ثم إلى مدرسة الصلاحية الثانوية في نابلس. اشترك الكرمي في الثورة الفلسطينية الكبرى عام 1936 ثم لاحقًا أخذ موقف المعارض لها عندما رأى أن منهجها تغير، فاضطر لمغادرة فلسطين متوجهًا إلى بيروت، وواصل هناك عمله في الصحافة السياسية إلى أن جرى اغتياله.

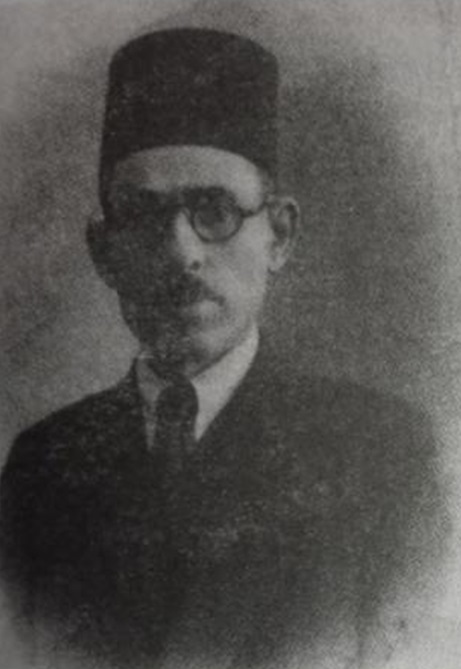
محمود الكرمي عام 1929.

## حياته الشخصية

شجرة عائلة آل الكرمي، ويظهر محمود على يمين الصف الثالث.

والده هو العالم والوزير سعيد الكرمي، وأخوته هم الشاعر عبد الكريم الكرمي، واللغوي حسن الكرمي، والأديب أحمد شاكر الكرمي، والسياسي عبد الغني الكرمي. وأما جده فهو الشيخ علي بن منصور الكرمي.
محمود الكرمي متزوج وله ثمانية أبناء، ومن أبنائه الكاتب زهير الكرمي المولود في دمشق بتاريخ 7 ديسمبر 1921 حينما كان والده محمود الكرمي فيها مديرًا لمدرسة الملك الظاهر آنذاك.

## مؤلفاته
أصدر عدة مؤلفات في اللغة العربية والشعر، منها كتاب "مبادئ اللغة العربية"، وكتاب "النحو"، وغيرها من المؤلفات.

## شعره
كتب الشعر منذ شبابه وله قصائد نشرت في كتب وصحف عصره واتسمت قصائده بقوة لغتها، فهو «شاعر وطني، جمعت تجربته بين الهموم الوطنية والقومية، والأغراض التقليدية: كالرثاء والوصف، اتسمت قصائده بقوة لغتها وحسن سبكها ودقة التصوير فيها ووضوح إيقاعها».

## اغتياله
اغتاله خصومه السياسيين بتاريخ 24 ديسمبر 1939/ 13 ذي القعدة 1358 في بيروت، حيث جرى اغتياله بإيعاز مباشر من أمين الحسيني عبر إطلاق النار عليه من مسدس لحظة دخوله مسكنه ليلًا، ونقل جثمانه إلى طولكرم ليدفن فيها بجنازة رسمية وشعبية، كما أقيم له حفل تأبين كبير في المدينة بتاريخ 29 مارس 1940 شاركت فيه الوفود من كافة المناطق، وجرى خلاله إلقاء الكلمات من قبل كل من هاشم الجيوسي وسليمان طوقان وحكمت المصري وغيرهم.
فور حادثة الاغتيال، فتحت السلطات في لبنان التحقيق، وأعلن الرئيس اللبناني إميل إده في 18 يناير 1940 عن إحالة عدة أشخاص إلى المجلس العدلي بتهمة اغتياله.

## تكريمه وتخليده
تخليدًا وتكريمًا لمحمود الكرمي وإسهاماته، فقد أطلق اسمه على أحد شوارع العاصمة الأردنية عمان، وتحديدًا في حي عبدون بالعاصمة.

## وصلات خارجية
- عن محمود الكرمي في معجم البابطين.
- عن محمود الكرمي في مجلة الأديب اللبنانية، 1 مايو 1970.
- أرشيف صحيفة الصراط: "وفود البلاد تهرع إلى طولكرم للاشتراك في حفلة تأبين محمود الكرمي"، 31 مارس 1940.